# مزبرنی
شهر مِزُبِرِنْی(به مجاری: Mezőberény) در بکش در کشور مجارستان واقع شده‌است. جمعیت این شهر ۱۱٫۳۹۰ نفر  است.